# جاومي خوسيه
جاومي خوسيه (بالإسبانية: Jaume Elías) (6 نوفمبر 1919 في إسبانيا - 18 سبتمبر 1977 في إسبانيا) هو لاعب كرة قدم إسباني في مركز الدفاع. شارك مع منتخب كاتالونيا لكرة القدم. أما مع النوادي، فقد لعب مع إسبانيول ونادي برشلونة.

## وصلات خارجية
- جاومي خوسيه على موقع قاعدة بيانات كرة القدم.إي يو (الإنجليزية)